# Barbeuiaceae
Barbeuiaceae é uma família de plantas angiospérmicas (plantas com flor - divisão Magnoliophyta), pertencente à ordem Caryophyllales.
A ordem à qual pertence esta família está por sua vez incluida na classe Magnoliopsida (Dicotiledóneas): desenvolvem portanto embriões com dois ou mais cotilédones.
O Sistema APG II de 2003, por exemplo, reconhece esta família e a ciscunscreve na ordem Caryophyllales, clado Núcleo eudicotiledôneas. Isto representou uma mudança do Sistema APG, de 1998, que não reconheceu Barbeuiaceae como uma família.
O grupo tem apenas um género e uma espécie Barbeuia madagascariensis, endémica da costa oeste da ilha de Madagascar.